# Ruga-Ruga
Les Ruga-Ruga (parfois Rugaruga) sont des troupes irrégulières de l'est africain, souvent utilisées par les forces coloniales. Ils servent la plupart du temps en tant qu'auxiliaires aux côtés des Askari, troupes régulières souvent engagées en Afrique. Les Askari sont entraînés par des officiers des forces militaires coloniales, tandis que les Ruga-Ruga sont principalement recrutés parmi les guerriers locaux en période de conflit.

## Histoire

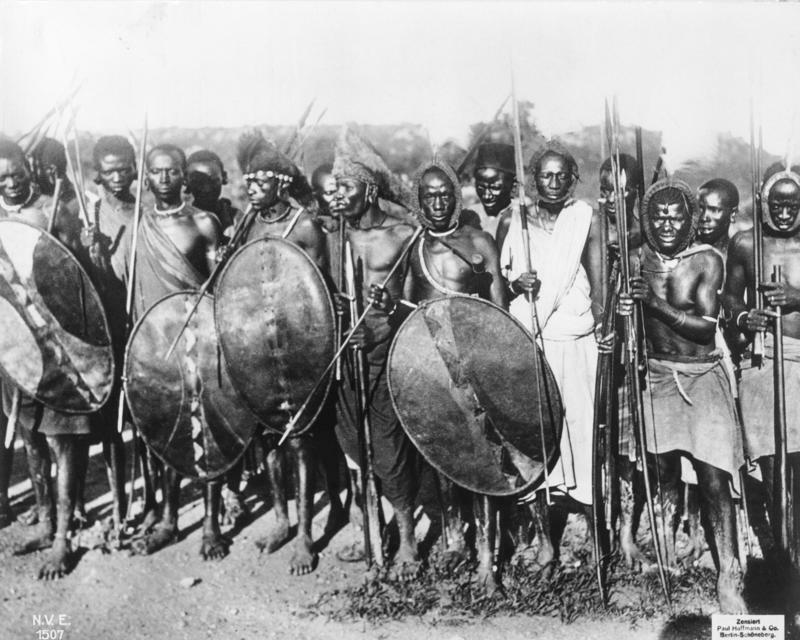
Ruga-Ruga en Afrique orientale allemande, 1914.

Le terme de Ruga-Ruga, utilisé pour désigner les gardes armés protégeant les caravanes et les troupes mercenaires des chefs Nyamwezi, est attesté au moins depuis 1820. Les Ruga-Ruga se font connaître d'abord comme troupes auxiliaires du chef nyamwezi Mirambo, surnommé le « Napoléon de l'Afrique » par Henry Morton Stanley. Mirambo, marchand d'ivoire et d'esclaves, rassemble une milice de jeunes gens sans attaches sociales pour défendre ses intérêts face aux Arabes de la côte swahilie. L'unité militaire correspondante est constituée essentiellement d'anciens esclaves et porteurs. Plus tard, le terme Ruga-Ruga est utilisé pour toutes les troupes auxiliaires de l'Afrique de l'Est.
Durant la Première Guerre mondiale, on trouve les Ruga-Ruga tant aux côtés des Britanniques qu'aux côtés des Allemands lors de la Campagne d'Afrique de l'Est. Les unités Askari des schutztruppe, sous le commandement de Paul von Lettow-Vorbeck, sont souvent épaulées par des unités Ruga-Ruga de même importance numérique. Les Ruga-Ruga permettent ainsi de doubler le nombre des ressources humaines des forces coloniales allemandes après le déclenchement de la guerre. Au total, le War Office britannique estime que plus de douze mille Ruga-Ruga servirent du côté allemand pendant la guerre. Ils sont surtout présents sur la frontière occidentale de l'Afrique orientale allemande car il y a peu de schutztruppe à cet endroit. Leur fiabilité au combat varie beaucoup, car les Ruga-Ruga combattent souvent pour des raisons personnelles telles que des rivalités tribales et le désir de gloire et de pillage. Ils sont donc tout autant susceptibles de se battre courageusement que de fuir et de déserter.
Lorsque Paul von Lettow-Vorbeck accepte l'armistice le 23 novembre 1918, après quatre ans de guérilla et des pertes sévères de part et d'autre y compris parmi les civils, les forces composées des Askari, des Ruga-Ruga et des quelques Allemands survivants sont les dernières unités de la Première Guerre mondiale à se rendre[source insuffisante].

## Postérité
Iron breaks the head, chant de guerre des Ruga-Ruga, est toujours chanté de nos jours en Tanzanie et peut parfois être entendu lors de rencontres politiques[réf. souhaitée].